# Liège-Bastogne-Liège (kobiecy) 2017
1. edycja kobiecego wyścigu kolarskiego Liège-Bastogne-Liège odbyła się 23 kwietnia 2017 roku w Belgii. Trasa wyścigu liczyła 135,5 km, zaczynając się w mieście Bastogne, zaś kończąc w Ans. Wyścig wygrała Holenderka Anna van der Breggen, która tym samym jako pierwsza kolarka w historii wygrała w jednym roku wszystkie wyścigi tzw. Tryptyku Ardeńskiego, zwyciężając wcześniej w Amstel Gold Race oraz La Flèche Wallonne. Kolejne miejsca na podium zajęła Brytyjka Elizabeth Deignan oraz Polka Katarzyna Niewiadoma.
Liège-Bastogne-Liège był ósmym w sezonie wyścigiem cyklu UCI Women’s World Tour, będącym serią najbardziej prestiżowych zawodów kobiecego kolarstwa. Poza wyścigiem kobiecym tego samego dnia, lecz na dłuższej trasie zorganizowano również wyścig mężczyzn.

## Wyniki
| M-ce | Imię i nazwisko       | Kraj              | Drużyna                            | Czas       |
| ---- | --------------------- | ----------------- | ---------------------------------- | ---------- |
| 1.   | Anna van der Breggen  | Holandia          | Boels Dolmans                      | 3h 42' 17" |
| 2.   | Elizabeth Deignan     | Wielka Brytania   | Boels Dolmans                      | + 17"      |
| 3.   | Katarzyna Niewiadoma  | Polska            | WM3 Pro Cycling                    | + 19"      |
| 4.   | Ellen van Dijk        | Holandia          | Team Sunweb                        | + 31"      |
| 5.   | Annemiek van Vleuten  | Holandia          | Orica-Scott                        | + 31"      |
| 6.   | Ashleigh Moolman      | Południowa Afryka | Cervélo–Bigla                      | + 31"      |
| 7.   | Sarah Gillow          | Australia         | FDJ Nouvelle-Aquitaine Futuroscope | + 31"      |
| 8.   | Olga Zabielinska      | Rosja             | Bepink–Cogeas                      | + 31"      |
| 9.   | Elisa Longo Borghini  | Włochy            | Wiggle High5                       | + 34"      |
| 10.  | Cecilie Uttrup Ludwig | Dania             | Cervélo–Bigla                      | + 41"      |
|      |                       |                   |                                    |            |
| 42.  | Agnieszka Skalniak    | Polska            | Astana Women's Team                | + 8' 00"   |
| 69.  | Eugenia Bujak         | Polska            | BTC City Ljubljana                 | + 9' 44"   |
| 86.  | Małgorzata Jasińska   | Polska            | Cylance Pro Cycling                | + 9' 44"   |